# Abborrtjärnen (Hanebo socken, Hälsingland)
Abborrtjärnen är en sjö i Bollnäs kommun i Hälsingland och ingår i Testeboåns huvudavrinningsområde. Sjön har en area på 0,112 kvadratkilometer och ligger 258 meter över havet.

## Delavrinningsområde
Abborrtjärnen ingår i det delavrinningsområde (677250-152640) som SMHI kallar för Ovan Ramån. Medelhöjden är 264 meter över havet och ytan är 3,58 kvadratkilometer. Räknas de 32 avrinningsområdena uppströms in blir den ackumulerade arean 147,92 kvadratkilometer. Avrinningsområdets utflöde Testeboån (Grannäsån) mynnar i havet. Avrinningsområdet består mestadels av skog (97 procent). Avrinningsområdet har 0,11 kvadratkilometer vattenytor vilket ger det en sjöprocent på 3,1 procent.